# 网叶钟报春
网叶钟报春（学名：Primula reticulata），为报春花科报春花属下的一个种。

## 扩展阅读
維基物種上的相關：网叶钟报春